# Fosseuse
Fosseuse är en kommun i departementet Oise i regionen Hauts-de-France i norra Frankrike. Kommunen ligger i kantonen Méru som tillhör arrondissementet Beauvais. År 2018 hade Fosseuse 729 invånare.

## Befolkningsutveckling
Antalet invånare i kommunen Fosseuse
| Referens: INSEE |